# Hétszögalapú piramisszámok
A hétszögalapú piramisszámok olyan piramisszámok, illetve figurális számok,  melyek a gömbökből felépített hétszög alapú piramisban található gömbök számát jelképezik. Az n-edik hétszögű piramisszám éppen megegyezik az első n hétszögszám összegével.
Az n-edik hétszögalapú piramisszám {\displaystyle P7_{n}} a következő képlettel állítható elő
{\displaystyle P7_{n}={\frac {n(n+1)(5n-2)}{6}}.}
Az első néhány hétszögalapú piramisszám:
0, 1, 8, 26, 60, 115, 196, 308, 456, 645, 880, 1166, 1508, 1911, 2380, 2920, 3536, 4233, 5016, 5890, 6860, 7931, 9108, 10396, 11800, 13325, 14976, 16758, 18676, 20735, 22940, 25296, 27808, 30481, 33320, 36330, 39516, 42883, 46436, 50180, 54120, … (A002413 sorozat az OEIS-ben)

## Tulajdonságok
A hétszögalapú piramisszámok generátorfüggvénye:
{\displaystyle {\frac {1+4z}{(1-z)^{4}}}.}